# Konstantin von Haffner
Konstantin von Haffner (* 25. Mai 1895 in Riga; † 5. Juni 1985 in Hamburg) war ein deutscher Zoologe und Hochschullehrer an der Universität Hamburg.

## Leben
Von Haffner studierte ab 1913 an der Kaiserlichen Universität Dorpat und promovierte 1920 und habilitierte sich 1923 an der Universität Marburg als Zoologe. Sein spezielles Gebiet waren niedere Tiere wie Parasiten. 1928 bis 1962 war er ein Kurator bzw. Abteilungsleiter des Hamburger Zoologischen Museums unter Berthold Klatt und seit 1930 apl. Professor an der Universität Hamburg.
Zum 1. Mai 1933 trat er in die NSDAP ein (Mitgliedsnummer 2.728.974), ebenso in den NS-Lehrer- und NS-Dozentenbund. Im November 1933 unterzeichnete er das Bekenntnis der deutschen Professoren zu Adolf Hitler. Von 1935 bis 1938 war er Blockleiter.

## Schriften
- Über den Darmkanal von Helix pomatia L., 1923 (= Marburger Dissertation 1920)
- Beiträge zur Kenntnis der Linguatuliden, Marburg 1923/24 (= Marburger Habilitationsschrift)
- Die überzähligen Bildungen des Körperstammes von Lumbriculus variegatus Müll. und ihre kausale Analyse, 1931
- Über die Entwicklung, vergleichende Anatomie und Evolution der Extremitäten von Pentastomiden, 1973